# Joseph Klausner
Joseph Gedaliah Klausner, född 15 augusti 1874 i Olkieniki, död 27 oktober 1958 i Jerusalem, var en judisk religionshistoriker.
Klausner som fick sin vetenskapliga utbildning i Odessa och senare i Heidelberg, där han 1902 blev filosofie doktor, var en tid aktiv sionist och bosatte sig 1919 i Palestina. Klausner blev 1925 professor i modern hebreisk litteratur vid det hebreiska universitetet i Jerusalem. Sin forskning ägnade han dels åt den nyhebreiska litteraturen, dels åt judisk-kristna religionshistoriska problem. Bland hans skrifter märks Geschichte der neuhebräischen Literatur (tysk upplaga 1921), Jesus of Nazareth (engelsk upplaga 1929) och From Jesus to Paul (engelsk upplaga 1942).